# FreeRADIUS
FreeRADIUS é a mais popular e o mais amplo servidor de RADIUS em código livre do mundo. FreeRADIUS provê autenticação, autorização e contabilidade (accounting) para muitas das empresas da Fortune 500, esse padrão é conhecido como AAA. FreeRADIUS é utilizado no mundo acadêmico, em instituições de pesquisa e educacionais. Criado a partir de 1999 por Alan DeKok e Miquel Van Smoorendburg, possui um desenho modular que encoraja o desenvolvimento comunitário de extensões.
FreeRADIUS é o servidor (em software livre) que suporta o maior número de tipos de autenticação e, atualmente, é o único servidor RADIUS de código livre que suporta o protocolo EAP - Extensible Authentication Protocol. Além disto, FreeRADIUS é o único que suporta virtualização, mantendo os custos de implantação e manutenção baixos. Seu desenho modular é fácil de entender, permitindo facilmente a inclusão ou remoção de módulos sem contudo afetar o desempenho, os requisitos de hardware, de memória ou a segurança do sistema. A modularidade permite executar FreeRADIUS em sistemas embarcados ou em servidores com vários núcleos e com gigabytes de memória RAM.
Um servidor RADIUS pode manipular de poucas até milhares de requisições por segundo. Estudos de caso registram organizações que possuem 10 milhões de usuários cadastrados no sistema. Servidores comerciais normalmente vendem suas soluções. como aditivos e nunca são completas. FreeRADIUS é um pacote completo com todas as soluções em um único produto, sem necessidade de softwares ou licenças adiciona
O cliente FreeRADIUS foi projetado como um esquema de consultas SQL. O uso de consultas SQL pode otimizar as políticas AAA. O projeto de implantação do sistema é uma fase importante e, não é raro, que alguns clientes encontrem limitações sérias após alguns meses de funcionamento. Essas falhas são causadas por seus próprios erros de projeto. O correto uso de tabelas, índices e consultas SQL são fatores primordiais na implementação de um sistema FreeRADIUS.